# Homlokrakodó

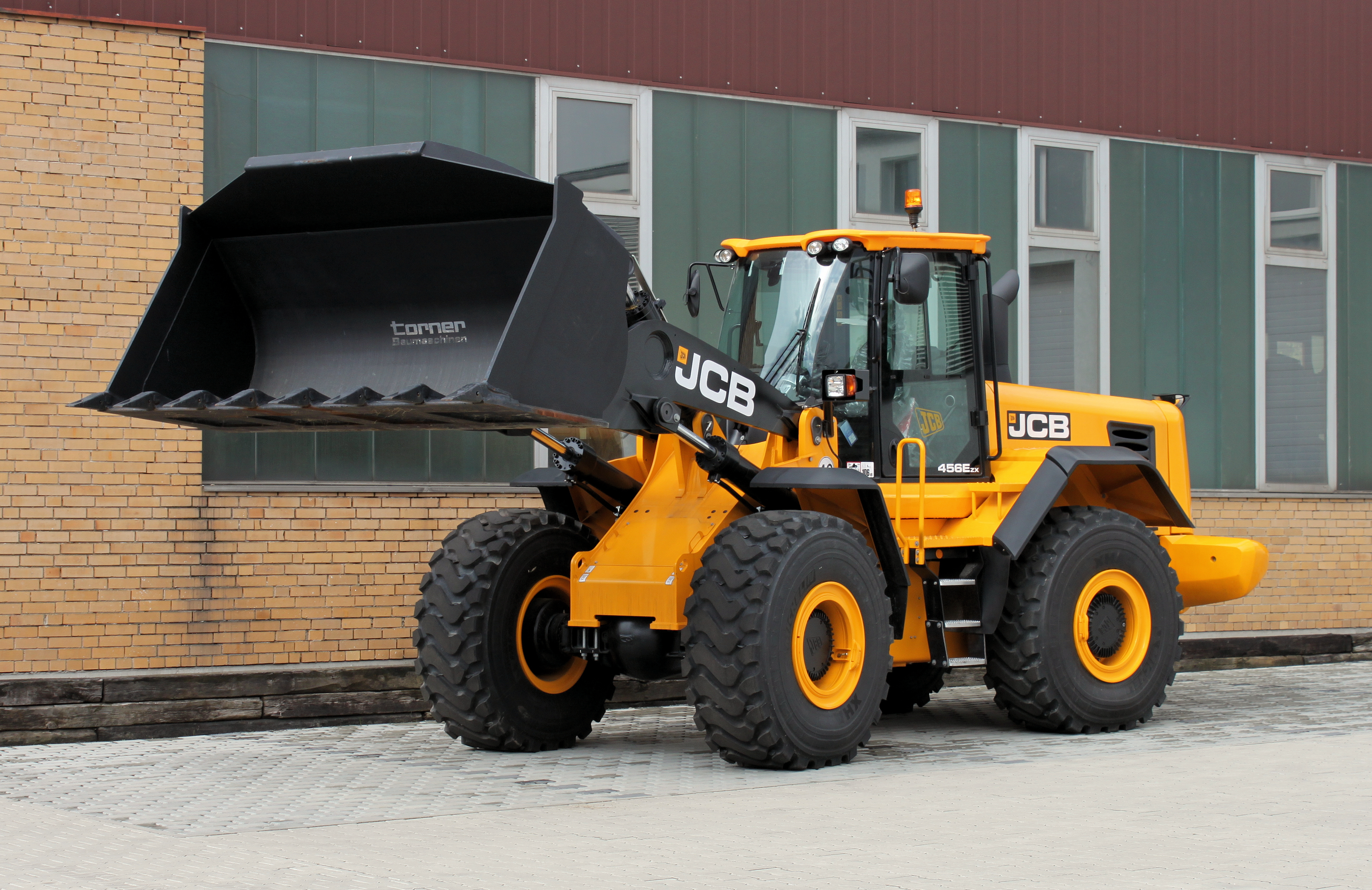
Homlokrakodó

A homlokrakodó egy rakodásra alkalmas munkagép, mely járószint felett dolgozik: bármilyen ömlesztett anyagot (föld, homok, sóder, műtrágya, hulladék stb.) a rakodókanállal felmerít, majd azt felemelve szállítójárműre vagy más meghatározott helyre önti, ezen kívül hegyoldal, domboldal, vagy más, szint feletti laza szerkezetű anyag kitermelésére is alkalmas, hasonlóan a hegybontó kotróhoz, így például bányászati munkákhoz is gyakran használják a megfelelő teljesítményű, kialakítású és méretű gépeket. A rakodókanál gép elején való elhelyezése miatt hívják homlokrakodónak.

## Felépítése

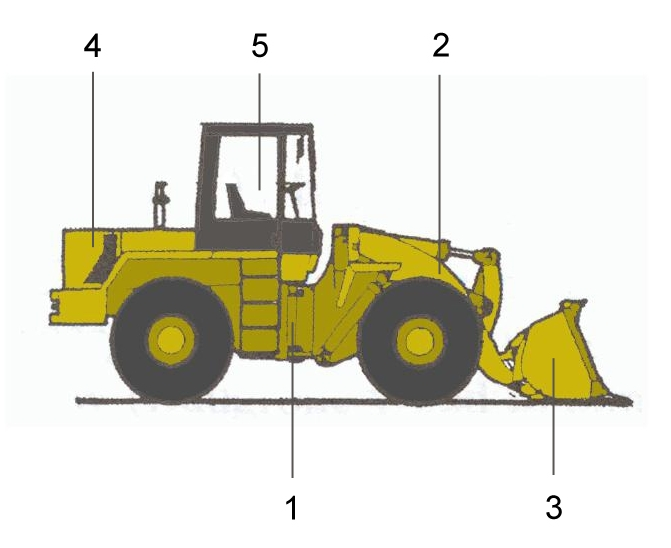
Egy korszerű homlokrakodó fő részei: 1 csukló, 2 gém, 3 kotrókanál, 4 motortér, 5 kezelőfülke

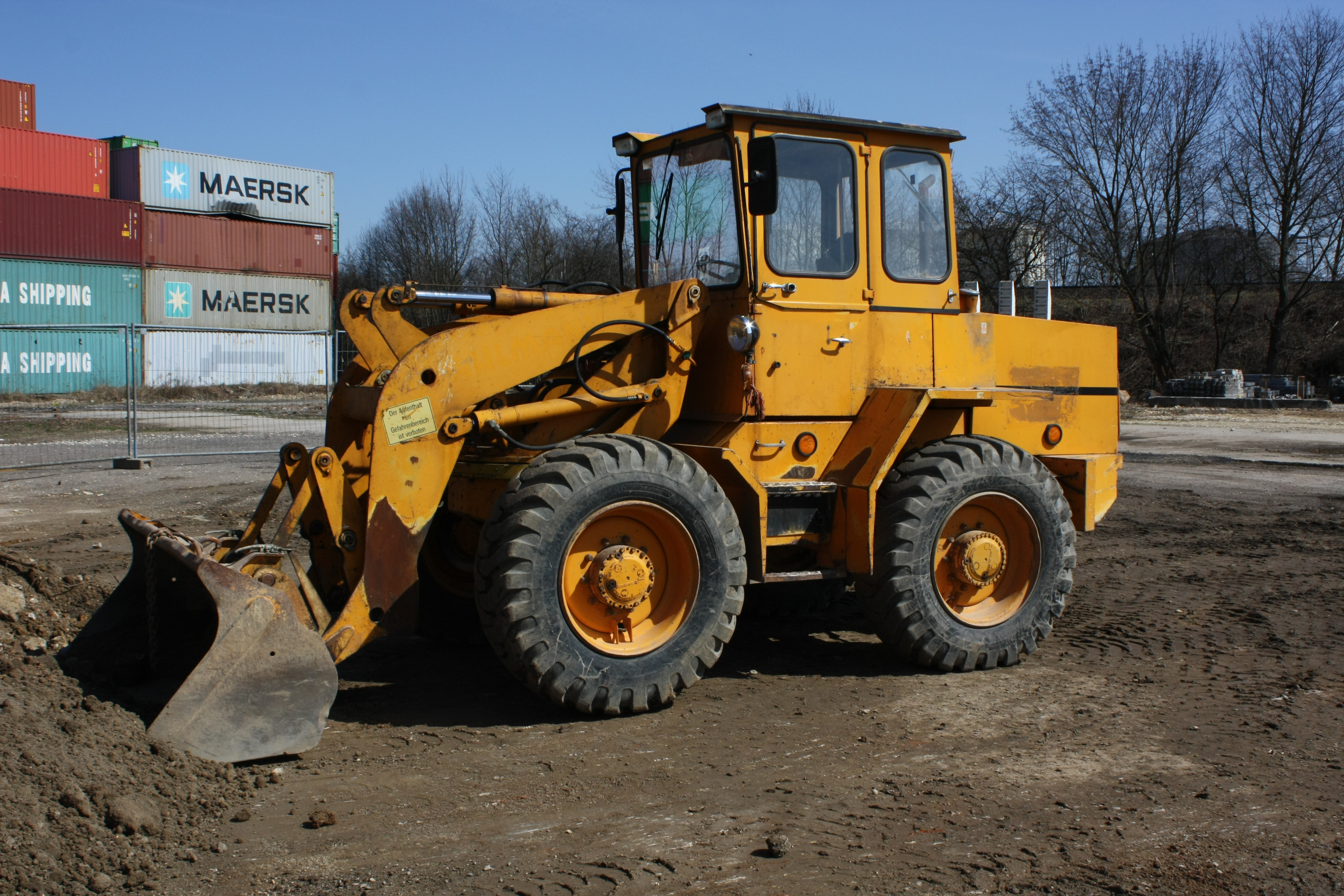
Forgóvázas gémű, merev homlokrakodó

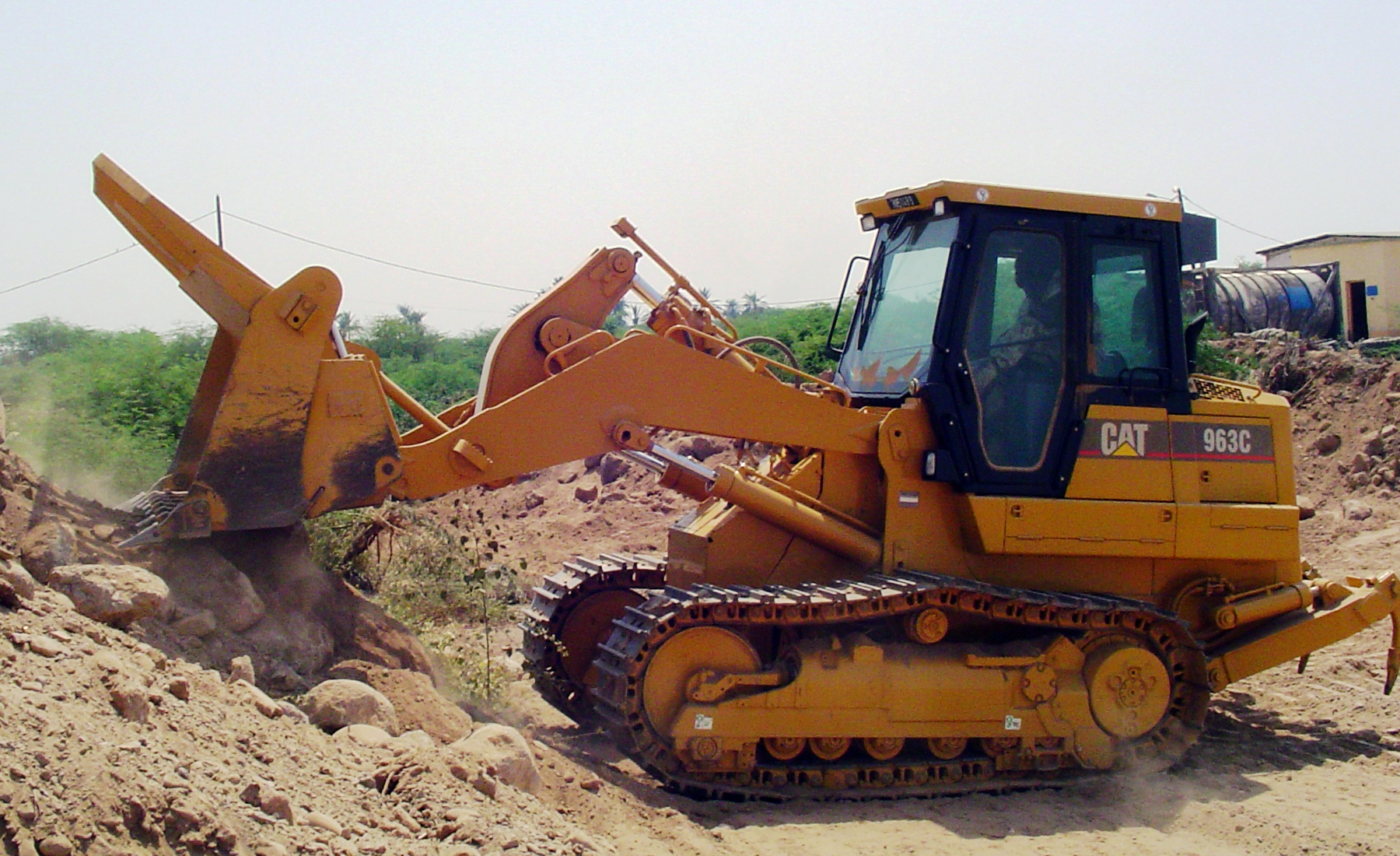
Lánctalpas homlokrakodó

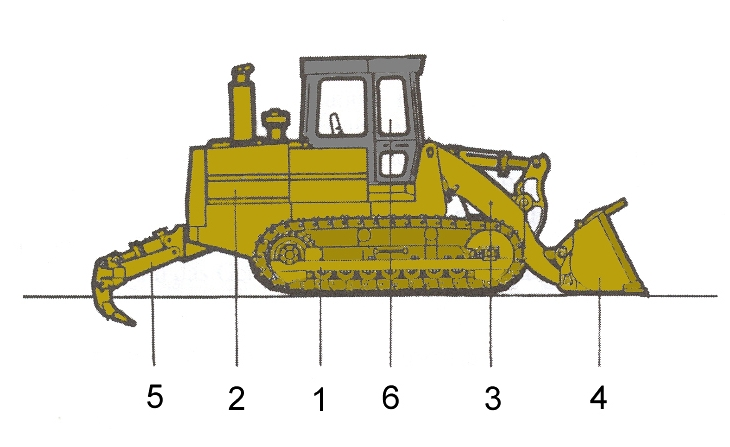
Lánctalpas homlokrakodó fő részei: 1 lánctalp, 2 motortér, 3 gém, 4 kotrókanál, 5 szaggatókörmök, 6 kezelőfülke

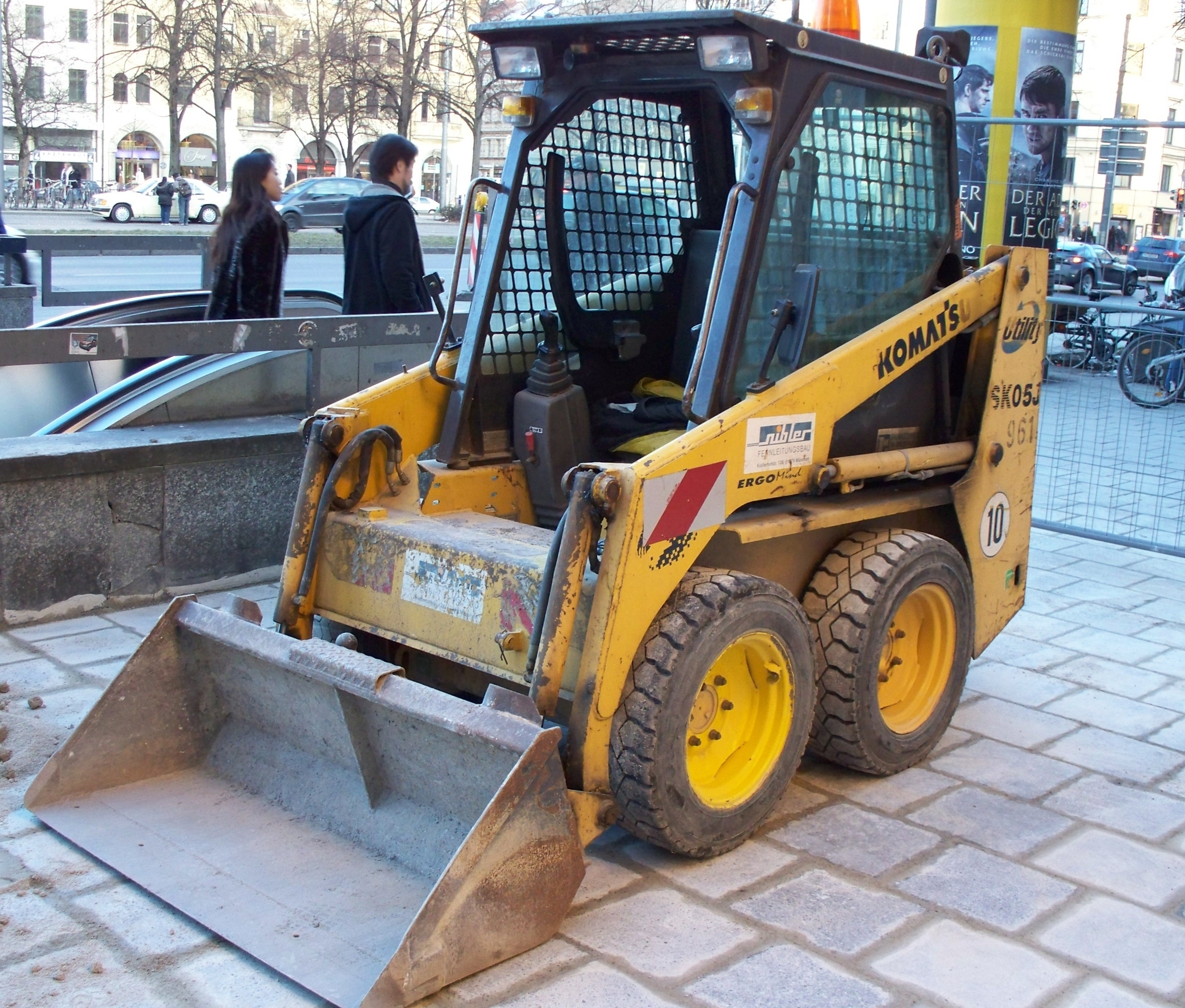
Csúszókerék kormányzású rakodó

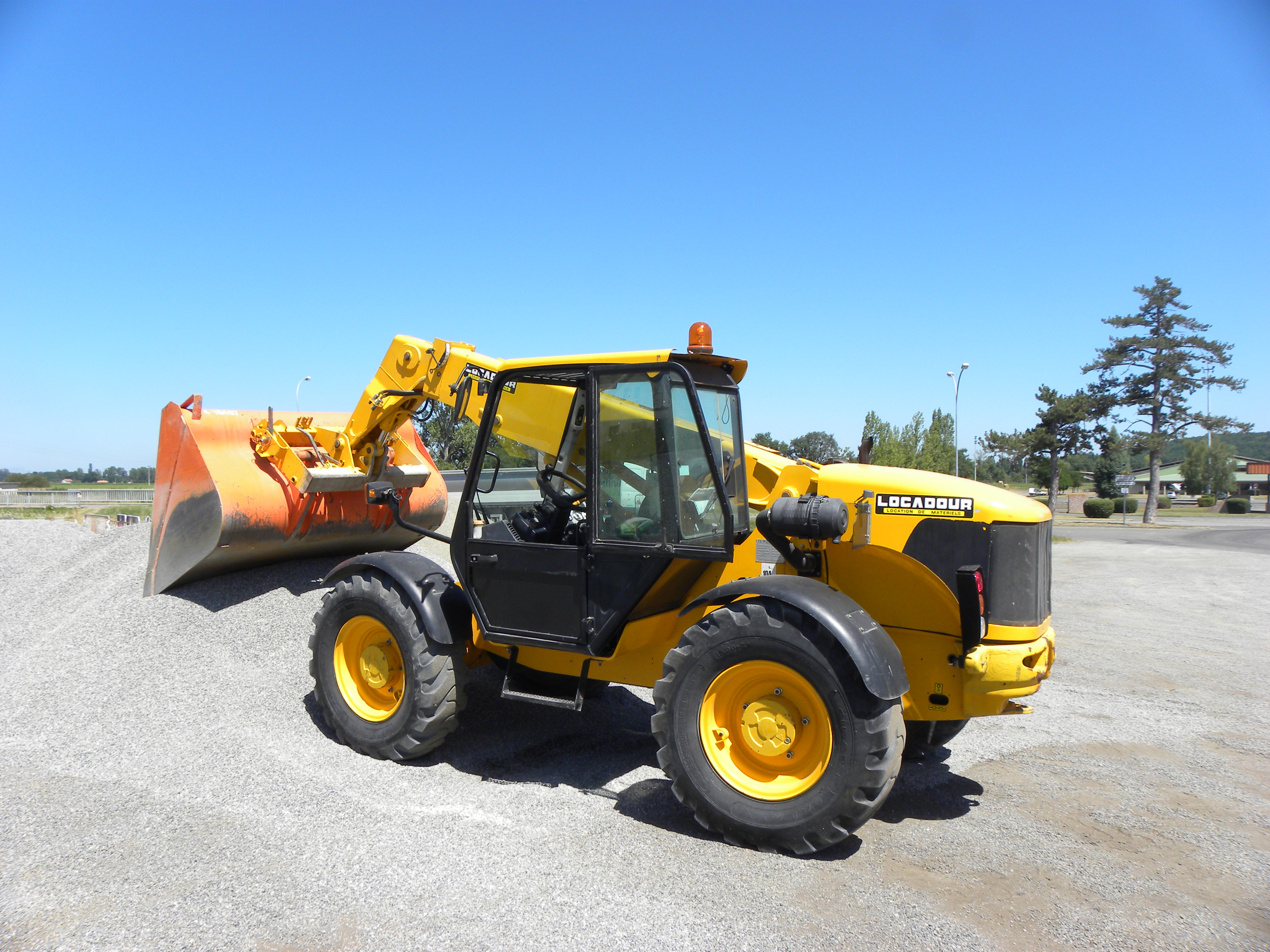
Teleszkópos rakodó

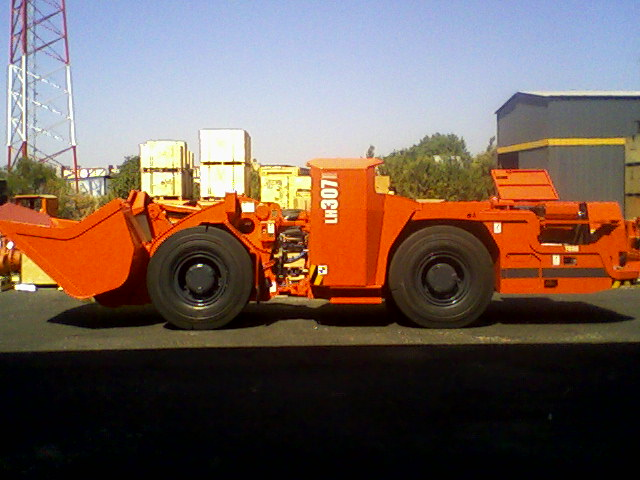
Bányászati homlokrakodó, avagy tárnakotró speciálisan kialakított kotrólapáttal és alacsony felépítéssel az alacsony belmagasságú tárnákban történő zavartalan közlekedés és működés végett. A vezető a kilátás miatt ezeken a gépeken merőlegesen (a képnek háttal) foglal helyet a lejjebb helyezett kezelőhelyen, vagy kezelőfülkében.

A homlokrakodó önjáró munkagép, aminek lánctalpas vagy gumikerekes traktor az alapjárműve. A gép elején található a széles rakodókanál, ami az azt mozgató gémre van szerelve, a gém pedig a traktor elejéhez csatlakozik. A kanalat és gémet hidraulikus munkahengerekkel mozgatják. Megkülönböztetünk normál illetve magas ürítésű kanalat. A magas ürítésű kanál mögött található még egy hidraulikus rendszer, ami a kanalat kiemelve, lényegesen magasabb ponton billenti azt.  Általában a gép közepén helyezkedik el a kezelőfülke, a gép hátulján pedig a motortér. A gumikerekes homlokrakodó legtöbbször ízelt munkagép, aminek törzscsukló köti össze a két részét. Az első rész a gémszerkezetet és az első tengelyt, a hátsó a fülkét, a motort és a hátsó tengelyt hordozza. A kormányzás ilyen gépek esetén a csukló fordításával történik. A merev gumikerekes homlokrakodó általában összkerékkormányzással irányítható, mindegyik gumikerekes homlokrakodó pedig összkerékhajtással rendelkezik. 
Vannak olyan homlokrakodók is, amelyek gémjét forgóvázra szerelik, ez főleg akkor előnyös, amikor a gép közvetlenül maga mellé kell ürítse a kanál tartalmát, pl. egy árokba vagy egy teherautóba, rendszerint kis hely esetén. A gém a kanállal együtt mindkét irányban, általában 90°-ban forgatható. Az ilyen gépeket forgózsámolyos rakodónak is hívják és rendszerint merev szerkezetűek. 
A homlokrakodók sokoldalúan használható munkagépek, a rakodó kanálon kívül leggyakrabban raklapvilla vagy megfogó adapter kerülhet rá, de más eszközök hordozására és működtetésére is alkalmasak. A rakodó kanalak szélesek, gyakran a gép szélességét is meghaladják. Többféle kanál is van a legáltalánosabban használt a fogazott, illetve az élezett kanál. A fogazott kanalat általában építőipari vagy bányászati feladatokhoz, míg az élezett kanalat könnyebb, száraz anyagok rakodásához használják. 
Létezik még alagútkotrásra való homlokrakodó is, főleg bányászati célra, ezek a tárnakotrók látványosan alacsony építésű gépek rövid gémmel és speciális kanállal.
A homlokrakodók nemcsak az építőiparban használatosak, hanem például a mezőgazdaságban vagy létesítményüzemeltetésben is. Bizonyos homlokrakodó szerelékek modulszerűen cserélhetőek, általában hidraulikus gyorscsatlakozó segítségével. Ilyen speciális adapterek például a raklapvillák, megfogó adapterek - rönk, bála, láda, stb. - söprű, hótoló lap vagy akár szerelőkosár is. 
A teleszkópos rakodó is ilyen gép: alapjául egy összkerékmeghajtású és összkerékkormányzású traktor szolgál, ami hosszú, két vagy három tagból álló teleszkópos gémmel rendelkezik, mely működésileg inkább a targoncákhoz hasonlatos. Ennek megfelelően a rakodókanál mellett rakodóvilla található a leggyakrabban ezeken a gépeken.

## Működése

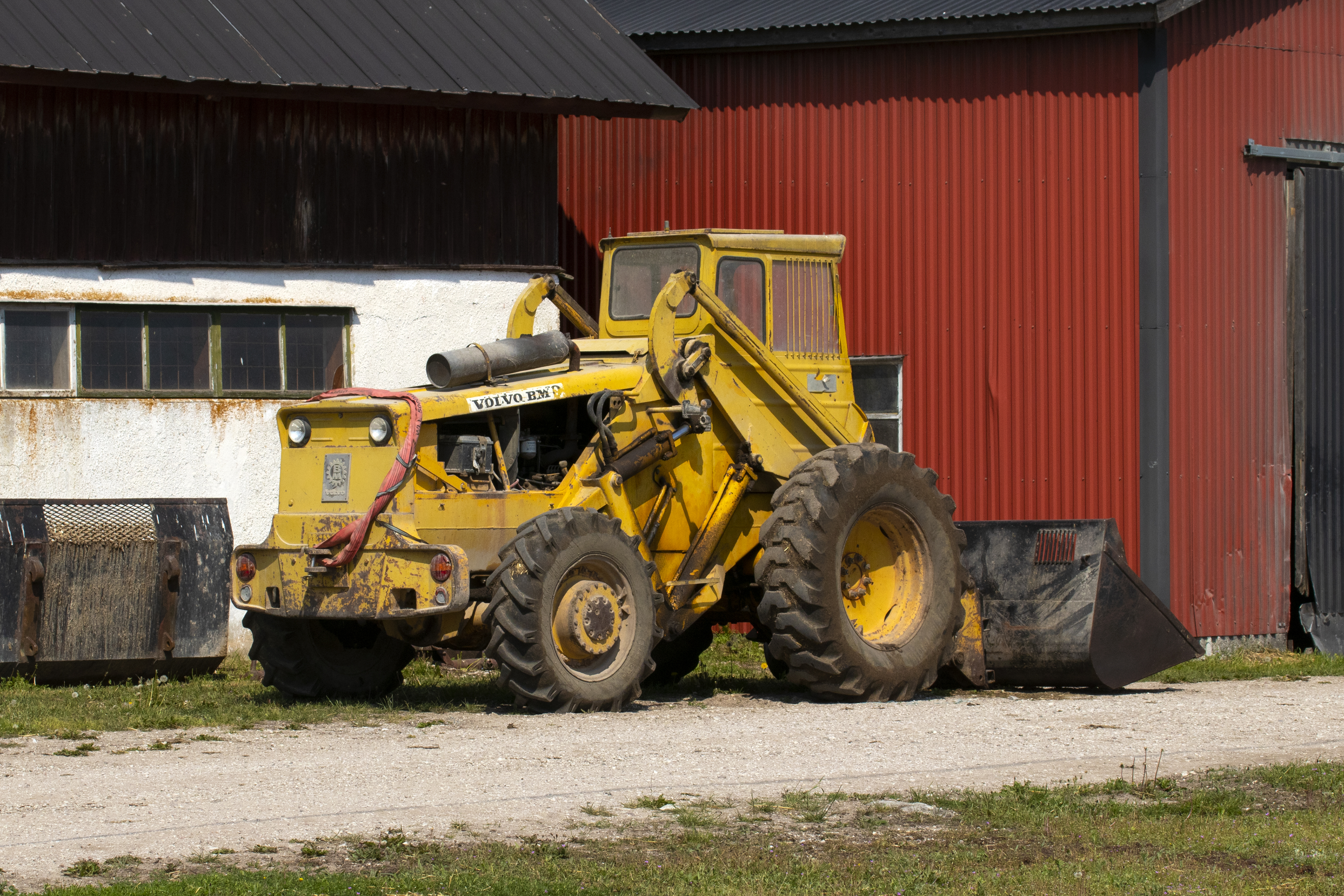
Vannak kissé rendhagyó konstrukciójú rakodók is, mint a Volvo BM LM621, ami különböző kerékátmérőkkel és egészen elöl lévő vezetőfülkével rendelkezik, melybe elöl kell beszállni

Működéskor a talajszintre eresztett rakodókanál a gép előrehaladásával az anyagba vagy a talajba hatol, majd a kanál felbillentésével és emelésével az anyag megtölti a kanalat. Ezután a gép hátramenetbe kapcsolva az ürítés helyére szállítja az anyagot, majd a kanál előre billentésével kiüríti azt. Az ürítés helye lehet szállítójármű (teherautó, tehervagon stb.) vagy meghatározott hely (depó, osztályozó, siló, kihordószalag stb.). A legtöbb homlokrakodó csak a kanál függőleges emelésére képes, de szó esett már a speciális gémszerkezetekről és gépkialakításokról is. Ilyenek a forgózsámolyos rakodók, melyek a gép mindkét oldalán is tudnak üríteni. Előnyük a fordulékonyság, hátrányuk, hogy oldalirányban radikálisan csökken a terhelhetőségük.
A 21. században számos új kényelmi és alternatív hajtástechnológia is megjelent ennél a géptípusnál is, mint amilyen az elektromos meghajtás.

## Méretek
A homlokrakodók is több méretben készülnek. A legkisebbek a csúszókerékkormányzású rakodók, ezek pici, négykerekes vagy gumilánctalpas, zömök gépek, a rakodókanalat mozgató gém a gép nagy részét kitevő kezelőfülke két oldala mellett húzódik, hátul, a gép alvázához van rögzítve. Ezekre a gépekre a különböző adapterek széles skálája szerelhető. Főleg városi közmű-, építési- vagy kertészeti munkákra használják őket.
A különböző kisebb-nagyobb homlokrakodók nagyjából hasonló kivitelűek, de lánctalpasból csak kicsi és közepes méretű készül, szemben a gumikerekessel, amiből a minitől a hatalmas méretekig gyártanak, utóbbiakat elsősorban bányászati felhasználásra. 
A gépek rakodókapacitásának legfontosabb mérőszáma a billenési pont. Ezt súly vagy tömeg mértékegységben minden gyártó közli, ez határozza meg legpontosabban, hogy a gép mekkora tömeget tud megmozdítani. 

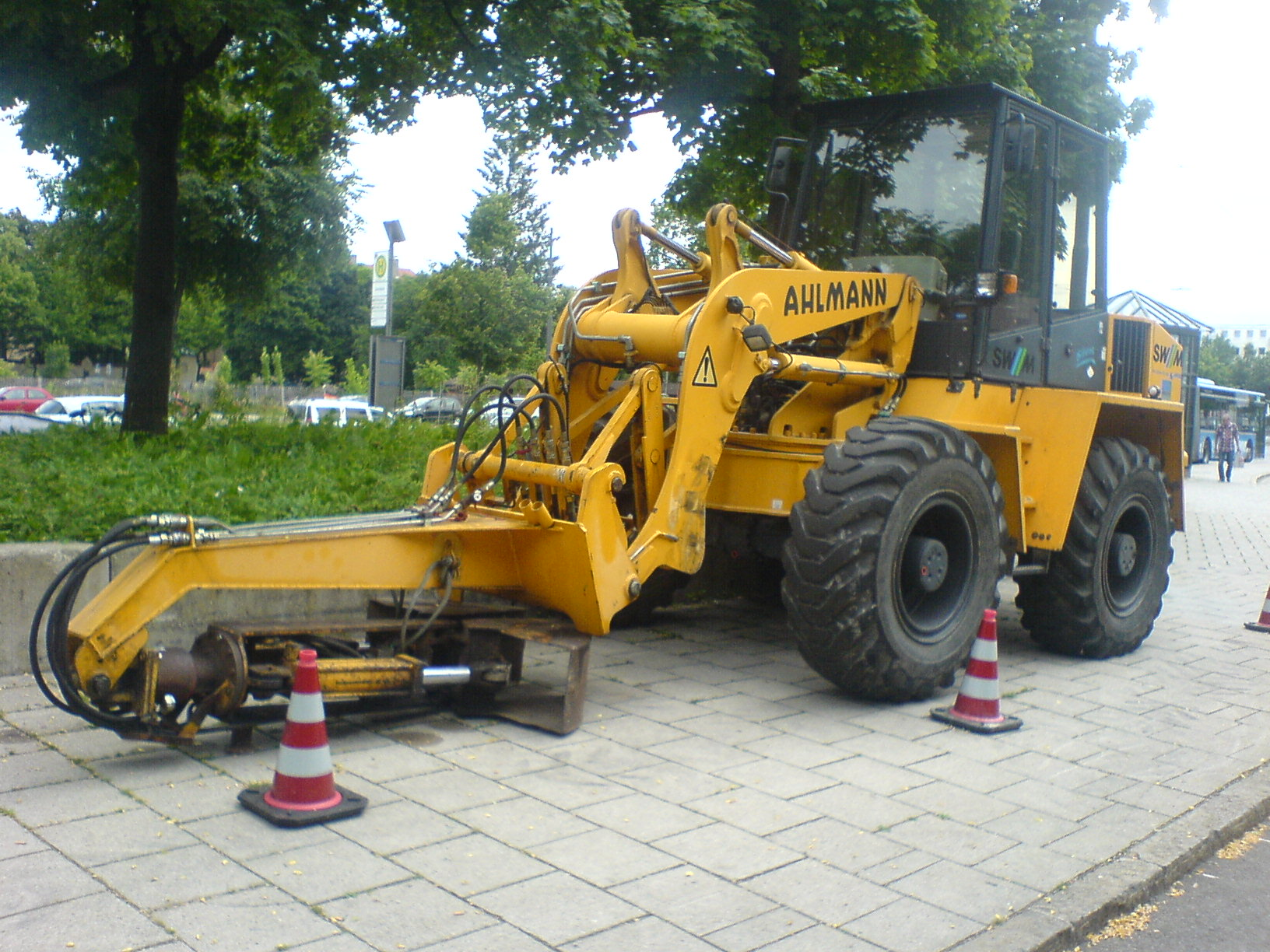
Forgóvázas gémű homlokrakodó adapterrel és kétkanalas markolófejjel

## Gyártók
Ismert gyártók:
- Ahlmann
- Atlas Weyhausen
- Bobcat
- Caterpillar
- Case
- Gehl
- Hitachi → Fiat-Hitachi
- JCB
- John Deere
- Komatsu
- Kramer
- LeTourneau
- Liebherr
- LiuGong
- O&K → New Holland
- Paus
- Sandvik (csak bányakotró)
- Schaeff → Terex/Schaeff
- Terex
- Volvo
- Zeppelin
- Zettelmeyer